# Combat de Dawashe
Insurrection de Boko Haram
Batailles
Le combat de Dawashe se déroule lors de l'insurrection de Boko Haram.

## Déroulement
Le 27 juillet, les forces nigérianes annoncent que le village de Dawashe a été pris par des miliciens de la Civilian Joint Task Force (CJTF). Les civils armés du CJTF avaient cependant subis une rude fusillade à leur arrivée. Selon le chef de la milice, Aliko Musa, 25 personnes ont été tuées dans le village de Dawashe. D'après le porte-parole de l'armée, Haruna Mohammed Sani, plus de 20 civils ont été tués. La plupart des victimes sont des pêcheurs et des commerçants,,.